# Gunther Hildebrandt (Historiker)
Gunther Hildebrandt (* 19. Januar 1936 in Schmalkalden) ist ein deutscher Historiker.
Hildebrandt wuchs in Gotha auf. Nach einem Studium der Geschichte an der Universität Jena und der Promotion im Jahr 1967 war er Assistent an dieser Universität. 1983 habilitierte er sich. Er arbeitete am Zentralinstitut für Geschichte der Akademie der Wissenschaften der DDR bis zu deren Auflösung im Jahr 1991. Sein Forschungsgebiet ist die deutsche Geschichte des 19. Jahrhunderts, speziell die Geschichte des Parlamentarismus und die Revolution von 1848/49.

## Schriften (Auswahl)
- mit Ulf Pillat: Friedrich Gottlieb Becker – ein Gothaer in der Frankfurter Paulskirche 1848/49 (= Schriften zur Geschichte des Parlamentarismus in Thüringen. Bd. 31). Weimar/Eisenach 2013.
- (Hrsg.): Von Reims bis Wilna. Hugo Hoppes Postkarten aus dem Ersten Weltkrieg 1914/15. Rockstuhl, Bad Langensalza 2007.
- Österreich 1849. Studien zur Politik der Regierung Schwarzenberg. Berlin 1990.
- Politik und Taktik der Gagern-Liberalen in der Frankfurter Nationalversammlung 1848/1849. Berlin 1989 (zugleich: Dissertation B, Berlin, Akademie der Wissenschaften der DDR, 1983).
- Die Paulskirche. Parlament in der Revolution 1848/49. Berlin 1986.
- (Hrsg.): Opposition in der Paulskirche. Reden, Briefe und Berichte kleinbürgerlich-demokratischer Parlamentarier 1848/49 (= Schriften des Zentralinstituts für Geschichte. Bd. 70). Berlin 1981.
- Rastatt 1849. Eine Festung der Revolution (= Illustrierte historische Hefte, Heft 6), Deutscher Verlag der Wissenschaften, Berlin 1976.
- 125 Jahre Kommunistisches Manifest und bürgerlich-demokratische Revolution 1848/49. Referate und Diskussionsbeiträge. [21. Tagung der Kommission der Historiker der DDR und der UdSSR, 21.–22. Mai 1973 in Berlin]. Berlin 1975.
- Parlamentsopposition auf Linkskurs. Die kleinbürgerlich-demokratische Fraktion Donnersberg in der Frankfurter Nationalversammlung 1848/49 (= Schriften des Zentralinstituts für Geschichte. Bd. 41). Berlin 1975 (u.d.T.: Demokratische Parlamentsopposition und revolutionäre Bewegung. Die kleinbürgerlich-demokratische Fraktion „Donnersberg“ in der Frankfurter Nationalversammlung 1848/49, Dissertation A, Universität Jena, 1967).